# Euhagena
Euhagena é um gênero de traça pertencente à família Brachodidae.